# Федор, Олег Андреевич
Оле́г Андре́евич Фе́дор (укр. Олег Андрійович Федор; род. 23 июля 2004, Львов) — украинский футболист, полузащитник львовского «Руха» и молодёжной сборной Украины. Выступает на правах аренды за львовские «Карпаты».

## Клубная карьера
Родился во Львове. Футболом начал заниматься в местных «Карпатах», первый тренер — Виталий Пономарёв. После этого перешёл в академию другого львовского клуба, «Рух».
В сентябре 2020 года подписал контракт с «Рухом». Сначала выступал за юношескую команду клуба, в первой половине сезона 2022/23 годов 8 раз оказывался на скамейке запасных первой команды, но ни в одном из них на поле не выходил. Выступал в составе «Руха» в Юношеской лиге УЕФА, в которой дебютировал 14 сентября 2022 года в победном (1:0) домашнем поединке первого раунда против любинского «Заглембе». Олег вышел на поле в стартовом составе и отыграл весь матч. Единственными голами в Юношеской лиге УЕФА отметился 2 ноября 2022 на 11-й и 76-й минутах победного (3:1) домашнего поединка второго раунда против стамбульского «Галатасарая». Федор вышел на поле в стартовом составе и отыграл весь матч. Всего в Юношеской лиге УЕФА сыграл 7 матчей, отличился 2-мя голами.
В украинской Премьер-лиге дебютировал 17 сентября 2023 в проигранном (1:2) выездном матче 7-го тура против черкасского ЛНЗ. Олег вышел на поле на 65-й минуте вместо бразильца Эдсона.

## Карьера в сборной
В юношескую сборную Украины (U-16) получил дебютный вызов в октябре 2019 года на товарищеские матчи против Грузии. В январе 2020 года попал в список игроков, вызванных для участия в международном товарищеском турнире Кубок Эгейского моря в Турции. В футболке команды U-16 дебютировал 15 января на вышеуказанном турнире в проигранном (0:3) поединке против Южной Кореи. Олег вышел на поле в стартовом составе, а на 55-й минуте его заменил Роман Добрянский. В общей сложности на Кубке Эгейского моря провёл 2 поединка.
В ноябре 2022 года главный тренер юношеской сборной Украины (U-19) Сергей Нагорняк вызвал Олега Федора на сбор в рамках подготовки к квалификационному раунду чемпионата Европы 2023. В футболке сборной U-19 дебютировал 17 ноября 2022 в победном (1:0) поединке квалификация чемпионата Европы против юношеской сборной Косово (U-19). Олег вышел на поле в стартовом составе, а на 76-й минуте его заменил Иван Лосенко. Единственным голом за сборную U-19 отметился 20 ноября 2022 на 79-й минуте победного (4:1) поединка квалификации чемпионата Европы против юношеской сборной Кипра (U-19). Федор вышел на поле в стартовом составе, а на 85-й минуте его заменил Владимир Харабара. В составе юношеской сборной Украины U-19 провёл 3 матча и отличился 1 голом.
6 марта 2024 года Олег Федор получил вызов от Руслана Ротаня в олимпийскую сборную Украины для подготовки к участию в летней Олимпиаде 2024. В футболке олимпийской сборной Украины дебютировал 25 марта 2024 в проигранном (0:2) выездном товарищеском поединке против олимпийской сборной Японии. Федор вышел на поле на 71-й минуте вместо Александра Назаренко.

## Достижения
Сборная Украины
- Победитель турнира в Тулоне: 2024